# Белобоков, Александр Борисович
Александр Борисович Белобоков (26 июня 1943, Уфа, — 12 ноября 2024, Москва) — российский киновед, сценарист, режиссёр-оператор документального кино, лауреат многих международных кинофестивалей. Основоположник жанра. Член КиноСоюза и Союза кинематографистов России.

## Биография
Родился в 1943 в г. Уфа Башкирской АССР.
Окончил в 1967 киноведческий факультет ВГИКа (мастерская В.Ждана). Там же до 1972 года – научный сотрудник, редактор. 
Как сценарист работал в Творческом объединении «Экран».
В 1974 году – методист Московского клуба любителей кино. C 1974 по 1983 год – режиссер, главный редактор киноотдела 1-го Московского медицинского института. C 1984 по 1994 год – руководитель любительской киностудии при Московском институте управления. 
Принимал участие в работе над фильмами «Ты в гимнастике» (1978), «Будни милосердия» (1979), «Родительская суббота» (1990), «Сны наяву» (1992), «Неизвестная» (1993), «Зина. Жила-была» (2007). 
Вел своеобразную летопись ВГИКа, где собраны сотни часов уникального видеоматериала. 
Картины Белобокова отмечены призами и дипломами отечественных кинофестивалей.

## Общественная позиция
В марте 2014 г. подписал письмо «Мы с Вами!» КиноСоюза в поддержку Украины.

## Фильмография
- 1991 — Сны наяву
- 1993 — Неизвестная
- 2002 — Путешествие в поисках Павлика Морозова (В 2009 фильм претерпел ряд правок, и получил новое название "Ищите женщину, или Семейная тайна Павлика Морозова")[4]
- 2007 — Зина. Жила-была
- 2009 — Фрагменты интимной жизни Натальи Расстригиной
- 2010 — Сегодня за окном туман
- 2011 — Алиса, Базилио и мама из Калуги

## Достижения
- Зина. Жила-была

2007 — Открытый фестиваль документального кино «Россия» (Екатеринбург)
приз аукциона искусств «Татьянин день»
приз имени Леонида Гуревича
приз гильдии киноведов и кинокритиков России
2007 — «Окно в Россию – XXI век» (Москва)
один из трёх главных призов
2008 — «Окно в Европу» (Выборг)
приз имени Саввы Кулиша
2008 — Бердянский международный кинофестиваль (Украина)
один из трёх главных призов
2008 — Международный кинофестиваль «Встречи в Сибири» (Новосибирск)
за лучшее сочетание цифровой технологии и классичнской драматургии в документальном кино
2008 — «Саратовские страдания» (Саратов)
приз за лучший экспериментальный фильм
2008 — Международный Канский видеофестиваль (Канск)
приз за лучший российский фильм
2008 — национальная премия «Лавровая ветвь» (Москва)
номинант 3-го тура по категории «Артфильм»
2009 — Белградский международный кинофестиваль (Сербия)
приз за лучший фильм международной программы
2009 — Московский фестиваль коротких фильмов «Дебютное кино» (Москва)
приз за лучший экспериментальный фильм
2013 — «Дубль дв@» (интернет-фестиваль «Российской газеты» http://www.rg.ru/2013/04/12/dubl.html)
главный приз в конкурсе анимационного кино
- Фрагменты интимной жизни Натальи Расстригиной

2009 — «Саратовские страдания» (Саратов)
диплом за оригинальный монтаж
2009 — ИНПУТ: «Всемирная конференция общественного телевидения»
один из двух финалистов от России
2010 — национальная премия «Лавровая ветвь» (Москва)
номинант 2-го тура
2010 — «Артдокфест» (Москва)
номинант
- Сегодня за окном туман

2011 — «Саратовские страдания» (Москва)
специальный приз зрителей
2011 — «Дубль дв@» (интернет-фестиваль «Российской газеты» http://www.rg.ru/2011/12/09/fest.html)
Гран-при
- Алиса, Базилио и мама из Калуги

2011 — Открытый фестиваль документального кино «Россия» (Екатеринбург)
приз кинопрессы
2011 — «Дубль дв@» (интернет-фестиваль «Российской газеты» http://www.rg.ru/2011/12/10/dubl.html)
2-е место